# Armando Tubino
Armando Tubino war ein uruguayischer Politiker.
Tubino gehörte der Partido Nacional an. Er saß als Abgeordneter für das Departamento Florida in der 32. und 33. Legislaturperiode vom 7. Juni 1934 bis zum 21. Februar 1942 in der Cámara de Representantes.